# Saint-Marcel-en-Murat
Saint-Marcel-en-Murat ist eine französische Gemeinde mit 129 Einwohnern (Stand 1. Januar 2022) im Département Allier in der Region Auvergne-Rhône-Alpes (vor 2016 Auvergne); sie gehört zum Arrondissement Montluçon und zum Kanton Commentry.

## Geographie
Saint-Marcel-en-Murat liegt etwa 25 Kilometer östlich von Montluçon.

### Nachbargemeinden
Umgeben ist Saint-Marcel-en-Murat von den Nachbargemeinden Sazeret im Westen und Norden, Deux-Chaises im Norden, Voussac im Nordosten und Osten, Target im Südosten, Blomard im Süden und Südwesten sowie Montmarault im Südwesten und Westen.

## Bevölkerungsentwicklung
| Jahr      | 1962 | 1968 | 1975 | 1982 | 1990 | 1999 | 2006 | 2011 | 2019 |
| Einwohner | 271  | 237  | 188  | 157  | 179  | 157  | 138  | 142  | 121  |

## Wirtschaft und Infrastruktur
Durch Saint-Marcel-en-Murat führt die Autoroute A71.

## Sehenswürdigkeiten
- Kirche Saint-Marcel aus dem 11./12. Jahrhundert, seit 1963 Monument historique

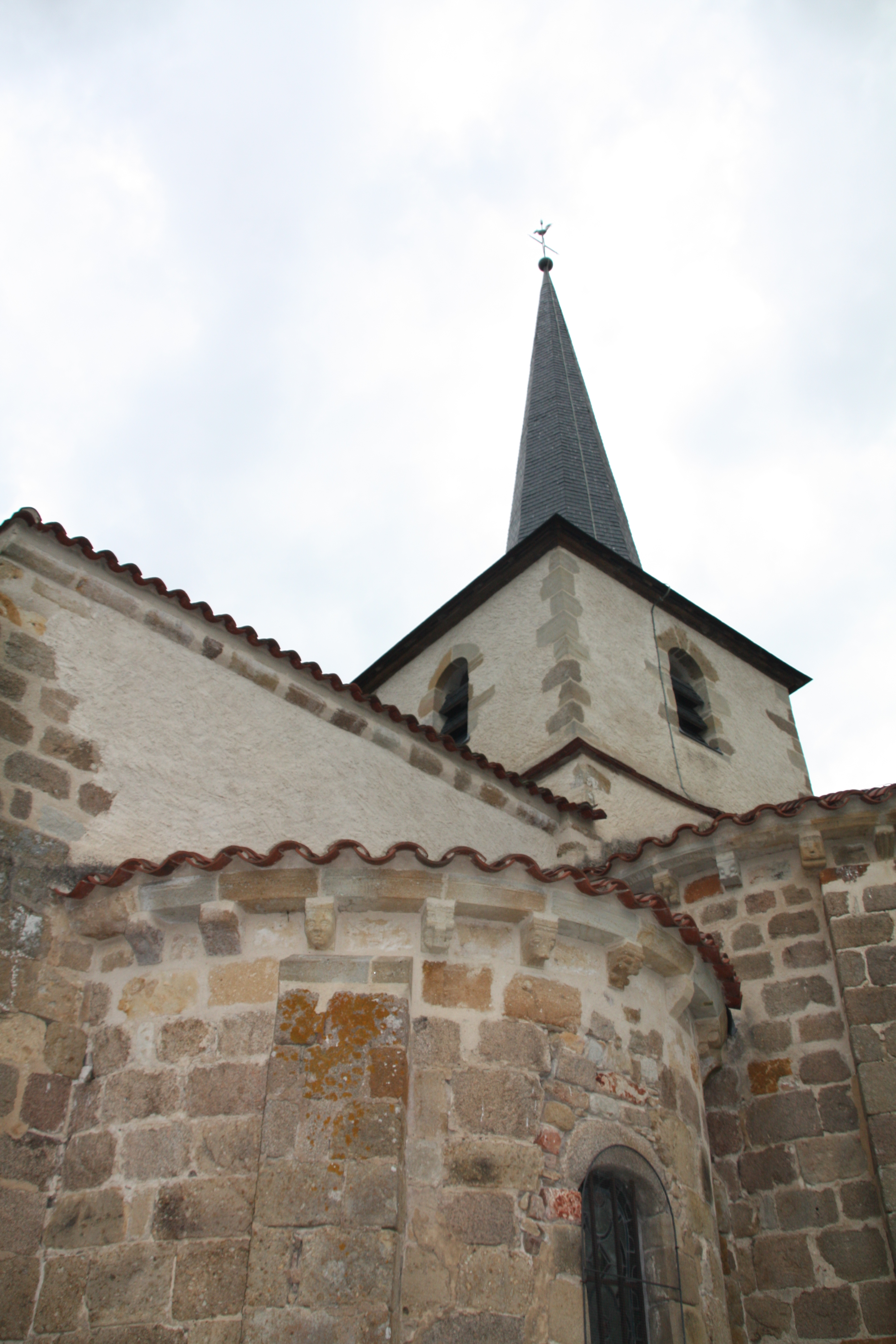
Kirche Saint-Marcel